# أولتراسورف
أولتراسورف (بالإنجليزية: Ultrasurf)‏ هو برنامج تابع لشركة أولترايش إنترنت. تأسست في عام 2001 من قبل مجموعة صغيرة من المهندسين وادي السيليكون مخصصة لتعزيز التبادل الحر للمعلومات. في عام 2002، أطلقنا أولتراسورف، واحدة من الأكثر شعبية في العالم لمكافحة الرقابة، والبرامج الموالية للخصوصية. أولتراسورف تمكن مستخدمي الإنترنت لحماية أمنهم وعدم الكشف عن هويته على الإنترنت في حين تجاوز الرقابة على الإنترنت، ومجانية للمستخدمين.
وقد صممت الأداة أصلا لمستخدمي الإنترنت في البر الرئيسي للصين، حيث تخضع شبكة الإنترنت لرقابة شديدة ومراقبة أنشطة مستخدمي الإنترنت. مع ظهور أولتراسورف وأدوات التحايل الأخرى، يتم توفير هذه مستخدمي الإنترنت شريان الحياة للوصول وتبادل المعلومات بحرية. بعد ما يقرب من عقد من التنمية، وقد أثبتت التكنولوجيا لدينا مرونة للغاية وقابلة للتكيف في مواجهة تقنيات الرقابة المتطورة على نحو متزايد ومحاولات عرقلة الحظر.
وقد جذب نجاحنا في مساعدة مستخدمي الإنترنت في الصين تصفح الإنترنت في الحرية والسلامة انتباه مستخدمي الإنترنت خارج حدود الصين. اليوم، أولترايش لديها الملايين من المستخدمين من أكثر من 180 بلدا.
أولتراسورف أيضا يساعد مستخدمي الإنترنت لتشفير اتصالاتهم، وحماية عناوين إب الخاصة بهم من المواقع التي تمت زيارتها. فمن المستحسن على وجه الخصوص للاستخدام في النقاط الساخنة اللاسلكية وشبكات واي فاي العامة.

## المميزات
- الخصوصية وحماية خصوصيتك على الإنترنت مع تصفح مجهول والتصفح. أولتراسورف يخفي عنوان إب الخاص بك، مسح تاريخ التصفح، الكوكيز، وأكثر من ذلك.
- الأمان واستخدام التشفير من طرف إلى طرف قوي لحماية نقل البيانات الخاصة بك من ينظر إليها من قبل طرف ثالث.
- حرية وتجاوز الرقابة على الإنترنت لتصفح الإنترنت بحرية.